# Калифорнийский университет в Ирвайне
Калифорнийский университет в Ирвайне (англ. University of California, Irvine) — общественный исследовательский университет в США, один из 10 кампусов Калифорнийского университета. Расположен в Ирвайне, Калифорния на территории в 603 га (1489 акров). Основан в 1965 году.

## Описание
Английское название университета часто сокращается до UCI или UC Irvine, русское название до УКИ — Университет Калифорнии в Ирвайне.
Университет обладает развитой медицинской сетью, во главе которой находится медицинский центр УКИ в городе Ориндж, собственным уникальным дендрарием, а также на его попечении находится часть природного заповедника Калифорнийского университета.

## Рейтинги
В 2010 году УКИ занял 41-ю позицию в рейтинге «Национальные университеты» издания U.S. News & World Report, 49-ю в общемировом рейтинге Times Higher Education World University Rankings, а также 46-ю позицию в Академическом рейтинге университетов мира.
Кроме того, в рейтинге специальностей издания U.S. News & World Report многие образовательные программы университета вошли в Топ-50, среди них: литературная критика и теория (1 место), поведенческие нейронауки (5 место), криминология (5 место), управление здравоохранения (9 место), органическая химия (9 место), информационные системы (11 место), драма и театр (12 место), литература третьего мира (12 место), когнитивная психология (13 место), экспериментальная психология (19 место), социология (27 место), авиационно-космическая техника (29 место), информатика (29 место) и др.

## Образование
В состав Калифорнийского университета в Ирвайне входят 12 школ и колледжей, а также один департамент. Одними из последних появились Колледж медицинских наук, созданный в 2004 году и Юридическая школа, создание которой 16 ноября 2006 года одобрили регенты Калифорнийского университета, открывшаяся осенью 2009 года.
Структура университета:
- Школа искусств Клэр Тревор;
- Школа биологических наук;
- Инженерная школа Генри Сэмюели;
- Колледж медицинских наук;
- Гуманитарная школа;
- Школа информатики и компьютерных наук Дональда Брена;
- Школа физических наук;
- Школа социальной экологии;
- Юридическая школа;
- Медицинская школа;
- Школа социальных наук;
- Бизнес-школа Пола Миредж;
- Департамент образования.

## Выпускники и преподаватели
В Калифорнийском университете в Ирвайне учились и работали многие известные учёные, писатели, актёры, спортсмены, среди них:
- Данкан Льюс — американский математик.
- Франсиско Хосе Айала — американский биолог и философ испанского происхождения.
- Грегори Бенфорд — американский писатель научной фантастики и астрофизик.
- Жак Деррида — французский философ и теоретик литературы, основатель деконструктивизма.
- Фредерик Райнес — американский физик, профессор, лауреат Нобелевской премии по физике (1995) за открытие нейтрино.
- Ирвин Роуз — американский биолог, лауреат Нобелевской премии по химии (2004).
- Шервуд Роуланд — американский химик, лауреат Нобелевской премии по химии за работы по роли газообразных галогеноалканов в истощении озонового слоя Земли (1995).
- Нгуги Ва Тхионго — кенийский писатель и драматург левых взглядов.
- Том Дженнингс — создатель сети Фидонет.
- Calexico — американская рок-группа.
- Грег Луганис — выдающийся американский прыгун в воду, четырёхкратный олимпийский чемпион (единственный в прыжках в воду среди мужчин), пятикратный чемпион мира, 6-кратный чемпион Панамериканских игр, 47-кратный чемпион США.
- Майк Пауэлл — бывший американский легкоатлет и действующий мировой рекордсмен по прыжкам в длину, двукратный серебряный призёр Олимпийских игр, двукратный чемпион мира.
- Элис Сиболд — американская писательница, автор мирового бестселлера «Милые кости».
- Ричард Форд — американский новеллист, лауреат Пулитцеровской премии.
- Майкл Шейбон — американский писатель и киносценарист.
- Крис Бурден — американский концептуальный художник.
- Боб Гантон — американский актёр.
- Дэвид Бениофф — американский сценарист и писатель.
- Тхюи Чанг — американская актриса вьетнамского происхождения.
- Аврора Сноу — сценический псевдоним американской порнографической актрисы.
- Макджи — американский кинорежиссёр и кинопродюсер, а также музыкальный продюсер.
- Джон Ловтиц — американский актёр, комик и певец.
- Тереза Кастильо — американская актриса, певица и танцовщица.
- Кеннет Форд — американский физик.